# OPTRAL S.A
Optral S.A. és una empresa espanyola que es dedica principalment a dissenyar, produir, distribuir i comercialitzar cables de fibra òptica.
Optral s'ha expandit internacionalment. Tenen clients tan dintre de la Unió Europea (Espanya, França o Alemanya entre altres) com fora (Mèxic, Colòmbia o els Estats Units entre d'altres.
Disposen d'un centre de tecnologia i producció de cables a Sant Iscle de Vallalta (Barcelona), una delegació a Madrid i un centre productiu i logístic a Fraga (Osca). També disposen de delegacions a Colòmbia i Mèxic.

## Fundació
L'empresa fou fundada per Ramon Alòs Vidal el 26 de setembre de 1988 a Espanya. Durant la dècada dels 80, es van començar a implementar els cables de fibra òptica i van començar a fer proves amb els cables i fer les primeres instal·lacions, però no existia una empresa que fàbriques cables de fibra òptica.
L'empresa al principi va tenir les seves dificultats: La gent en aquell moment no sabia que era la fibra òptica i els instal·ladors estaven acostumats a instal·lar cables de coure i instal·lar cables de fibra òptica els requeria una nova formació, estudi i preparació. Al final, amb el pas del temps, es va començar a veure els avantatges de la fibra òptica en comparació amb els cables de coure i la fibra òptica va començar a donar els seus fruits.
Per això, l'empresa va obrir una fàbrica on es dedicaven a produir uns cables especials per a xarxes locals. Com que l'àmbit de la fibra òptica estava molt poc estudiat i molt descuidat, l'empresa va veure que donar a conèixer a la societat un nou cable més ràpid, potent i fàcil d'instal·lar podien aconseguir molt mercat, i per això va ser tot un èxit.
Els instal·ladors van veure que es podien instal·lar fàcilment, eren flexibles i tenien una protecció molt robusta que feien que el cable pogués aguantar a les inclemències externes. Gràcies a això l'empresa va créixer molt.

## Associacions
Optral forma part de FACEL, que és l'associació espanyola de fabricants de cables elèctrics i de fibra òptica.
Gràcies a la divisió de cables de fibra òptica sensors, Optral també forma part entre altres del (Catalan Water Partnership) “Catalan Water Partnership”, que és un grup d'empreses i centres de coneixement que des de 2008 operen en el sector de l'ús sostenible de l'aigua.
Optral participa en moltes fires tant nacionals com internacionals.

## Plantilla
| Any  | Plantilla        | Percentatge dels que tenen contracte laboral |
| ---- | ---------------- | -------------------------------------------- |
| 2018 | 97 treballadors  | 100%                                         |
| 2019 | 111 treballadors | 100%                                         |
| 2020 | 119 treballadors | 78,9%                                        |
| 2021 | 118 treballadors | 89,8%                                        |
| 2022 | 114 treballadors | 92,10%                                       |

Durant la pandèmia del 2020, l'empresa va haver de reestructurar la plantilla, però després de la pandèmia, a poc a poc l'empresa s'ha recuperat i l'any 2022 quasi tots els seus treballadors ja tenen contracte fix.

## Facturació
L'empresa té una facturació entre 30.000.000 i 60.000.000 d'euros a l'any i disposa d'una plantilla d'uns 115 treballadors. La facturació nacional suposa un 51% de les vendes totals i les exportacions un 49%.

## Productes
Els cables que fabrica Optral són cables de FO que es fa servir per transmetre informació a llarga distància. Els principals tipus de fibra òptica són les fibres monomode, multimode i les plàstiques.
Optral fabrica cables de tota mena:
- Cables de fibra òptica dissenyats per l'interior (llars, empreses, estudis de TV entre molts d'altres) i exterior (submarins, mineria, per antenes de telecomunicacions, entre molts d'altres).
- També hi ha cables armats i no armats, depenent del nivell de protecció que se'ls hi vulgui donar contra els rosegadors i inclemències externes.
- Dins dels cables armats i hi ha dos tipus de cables armats: Els cables armats dielèctics i els cables armats metàl·lics.

Els cables armats dielèctrcs són un tipus de cables que estan fabricats amb productes no-metàl·lics com per exemple fibres de vidre que protegeixen el cable.
Així mateix, tenim cables armats metàl·lics, que són cables que disposen d'una molt més alta protecció, però que tenen l'inconvenient que passen a ser cables que poden conduir l'electricitat i crear interferències electromagnètiques.
- A més a més, també tenim dos altres tipus de cables, els cables de fibra òptica ajustats i folgats.[cal citació]

En els cables de fibra òptica ajustats, cada fibra òptica va protegida amb un Buffer (coberta protectora) fins a les 900 micres (µm).
Per altra banda, tenim els cables de fibra òptica folgats en què diverses fibres a 250µm van directament dins d'un tub.